# Chiesa di Santa Maria Bianca (Mirandola)
La chiesa di Santa Maria Bianca, nota anche come chiesa delle Mendicanti, era una chiesa situata a Mirandola, in provincia di Modena.

## Storia

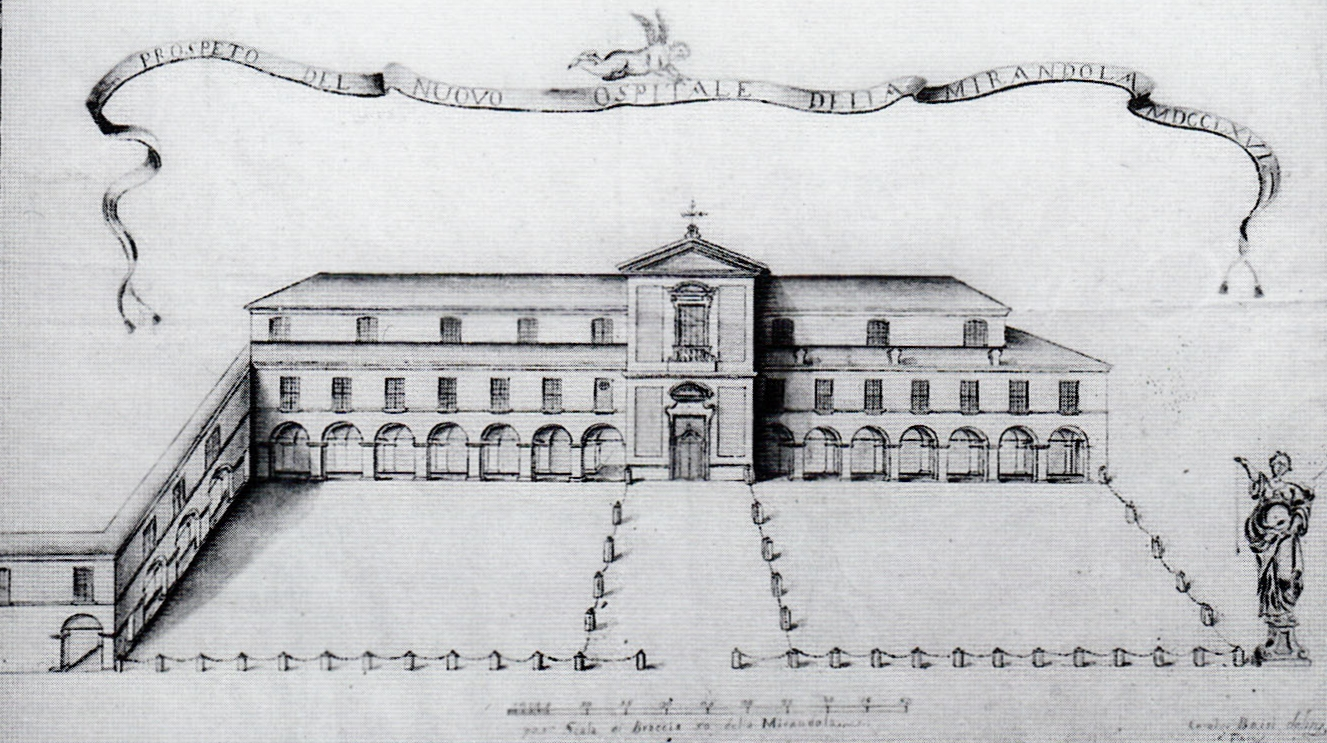
Prospetto dell'ospitale della Mirandola (1766)

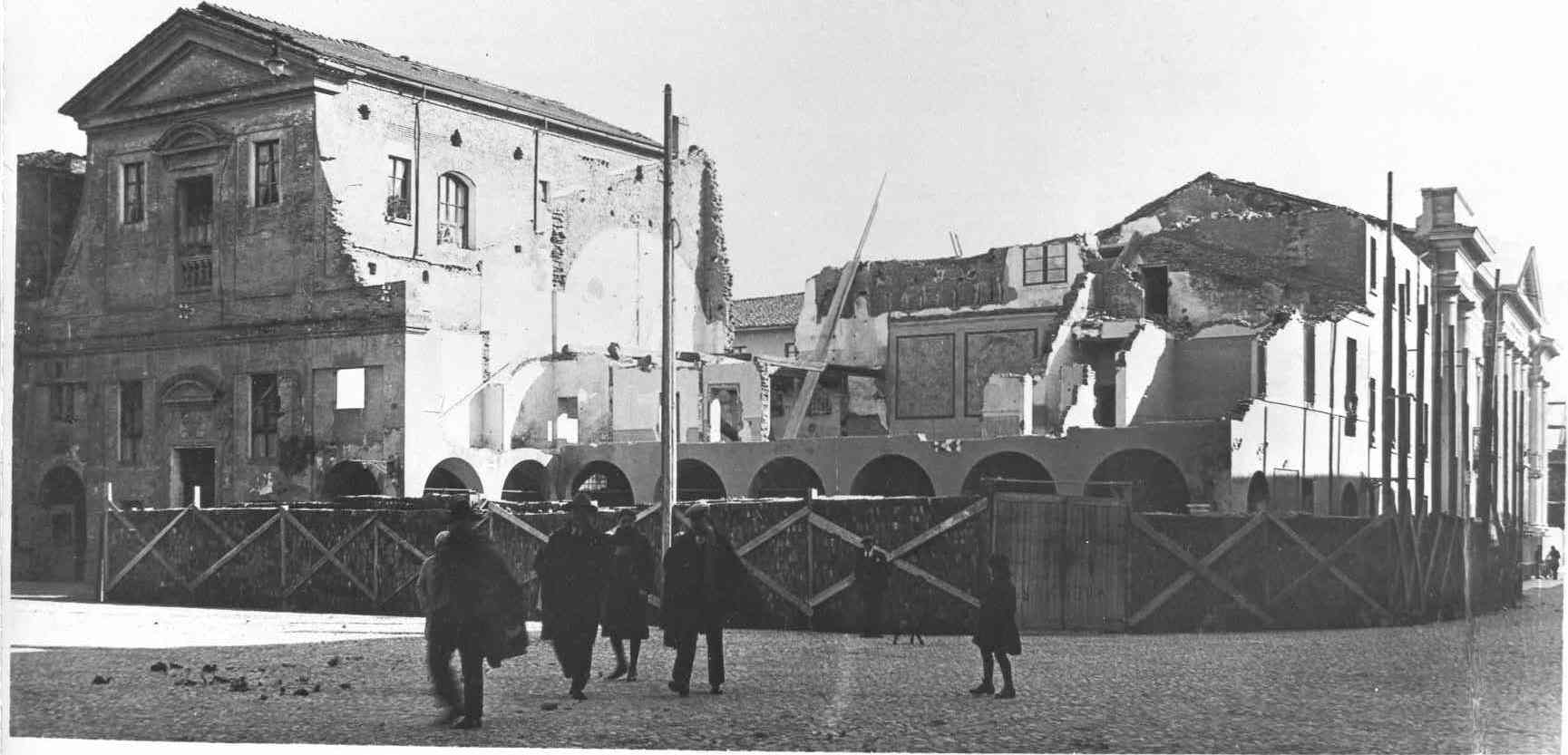
L'ex chiesa di Santa Maria dei Battuti prima della demolizione

Le origini della chiesa risalivano alla fine del XIV secolo, mentre a metà del XVII secolo venne ristrutturata assumendo un'insolita e distintiva forma ellittica. Trovandosi in pessime condizioni, l'oratorio della confraternita di Santa Maria Bianca venne demolito nel 1764 e ricostruito con la facciata a nord e a fianco del Duomo di Mirandola. Il nuovo edificio fu realizzato in stile tardo barocco al centro dell'ospedale Santa Maria Bianca.
Nel 1783 l'ospedale venne trasferito nell'edificio dell'ex collegio dei gesuiti di Mirandola, facendo così decadere la chiesa di Santa Maria Bianca e i locali adiacenti recentemente ristrutturati. Tuttavia, l'oratorio venne destinato, con diritto all'officiatura della chiesa, al Conservatorio delle Putte Mendicanti, antica istituzione fondata nel 1620 dal duca Alessandro I Pico della Mirandola per l'assistenza delle ragazze orfane e senza futuro.
All'inizio del XX secolo la chiesa venne chiusa per le pessime condizioni, cadendo in rovina. Nel 1932 venne abbattuta con i resti del vecchio ospedale per far posto all'imponente palazzo della Milizia.

## Architettura
La facciata della chiesa si presentava snella, con un ricco portale e un timpano classico.
All'interno, l'altare maggiore esponeva una tela della Madonna della Rosa, mentre altri dipinti di San Mauro che risana gli infemi e il Transito di San Giuseppe decoravano il presbiterio. Oltre a tre ancone in gesso, gli altari laterali erano dedicati a San Sebastiano e a Sant'Anna con Maria bambina.
Dopo il 1783 i dipinti vennero trasferiti alla chiesa del Gesù, ricevendo in cambio le tele di San Francesco Saverio e Sant'Ignazio di Lojola (opera di Giovanni Francesco Cassana), mentre sull'altar maggiore venne posta una statua lignea della Madonna di Loreto del 1620.

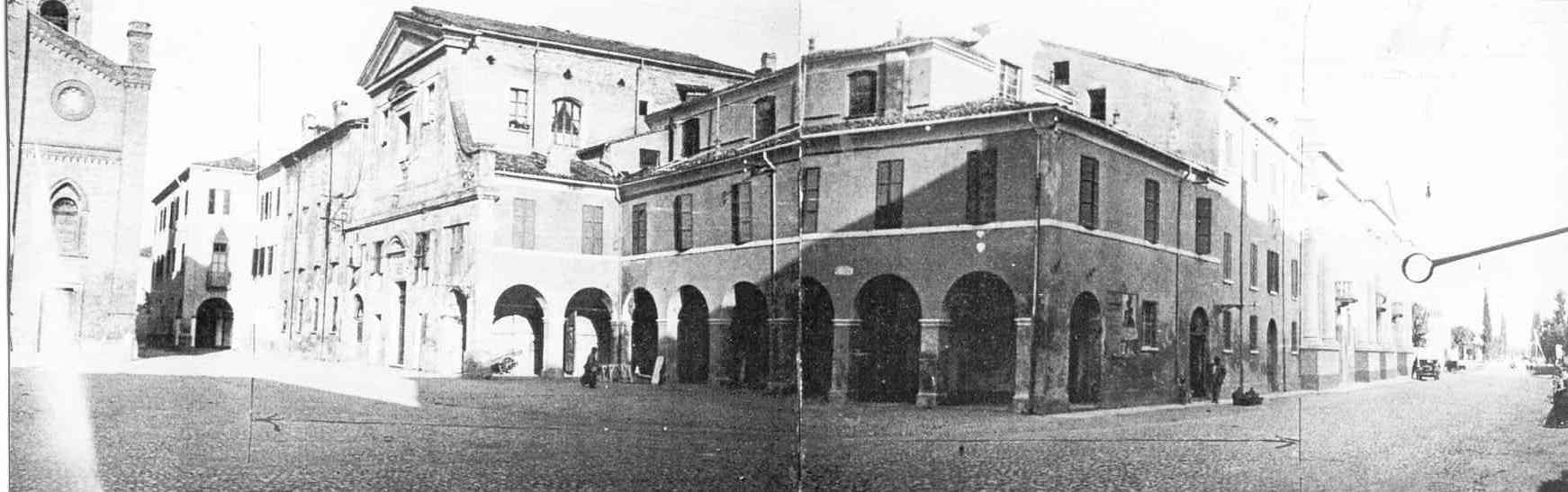
La piazza del Duomo di Mirandola con portici e l'ex chiesa delle mendicanti all'inizio del XX secolo